# 霍兰德氏菌属
霍兰德氏菌属为螺旋体科的一属细菌。该属的模式种且为唯一种为白蚁翼荷兰菌（Hollandina pterotermitidis）。

## 下属物种
本属包括以下物种：
- 白蚁翼荷兰菌 Hollandina pterotermitidis (ex To et al. 1978) Bermudes et al. 1988